# Chlebów (województwo lubuskie)
Chlebów – wieś w Polsce, położona w województwie lubuskim, w powiecie krośnieńskim, w gminie Maszewo.
W latach 1975–1998 miejscowość administracyjnie należała do województwa zielonogórskiego.
Ze wsi pochodzi strongman Mateusz Kieliszkowski, wicemistrz świata z 2018 r..